# Луїза Томсен
Марі Луїза Томсен, уроджена Мольбех (26 лютого 1823–16 червня 1907), була данською фотографкою, яка володіла фотобізнесом у Геллебеку на півночі Зеландії з початку 1860-х. Багато фотографій, які вона зробила в околицях свого будинку, збереглися і опубліковані в «Fotografen Louise Thomsen 1823—1907» Джеспера Годвіна Хансена.

## Біографія

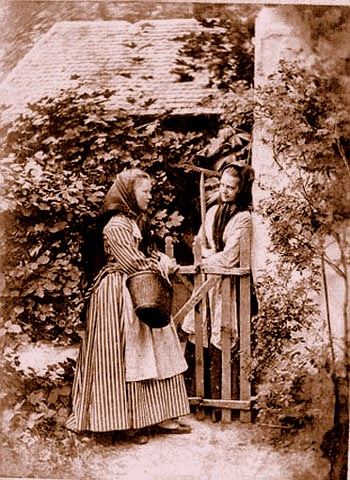
Фото авторства Марі Луїзи Томсен

Марі Луїза Мольбех, яка народилася в Соро 26 лютого 1823 року, в родині шкільного вчителя Карла Фредеріка Мольбеха (1785—1864) та його дружини Катаріни Марії Шертнер (1782—1860). У неї було двоє старших братів. Після навчання у Frederiksborg lærde skole в Гіллереді вона стала репетитором для дітей своєї кузини у Фредеріксиндесті біля Фреденсборгу.
14 червня 1856 року вона вийшла заміж за Фредеріка Готфріда Томсена (1819—1891). У 1862 році сім'я переїхала до будинку, відомого як Сковгусет у Геллебеку, де провела решту свого життя.
У серпні 1864 р. і часто після цього Helsingør Avis публікував рекламу, в якій повідомлялося про зйомку фотопортретів у будинку колишнього лісничого в Геллебеку. У Королівській данській бібліотеці є кілька портретів, знятих Томсен. На звороті на них нанесено штамп: «Photogr. Af L. Thomsen, Hellebæk» (сфотографувала Л. Томсен, Геллебек). Вона була відомою як професійна фотографка.
Марія Луїза Томсен померла 16 червня 1907 р.